# Pseudohypnella verrucosa
Pseudohypnella verrucosa är en bladmossart som beskrevs av Fleischer 1923. Pseudohypnella verrucosa ingår i släktet Pseudohypnella och familjen Sematophyllaceae. Inga underarter finns listade i Catalogue of Life.